# Palazzo Niccolini
Het Palazzo Niccolini in Florence is een stadspaleis gelegen aan de Via dei Fossi bij de Piazza Santa Maria Novella. Het paleis was nog niet lang in de familie; eerder was het het Palazzo Bourbon del Monte Santa Maria. In de jaren rond de vorige eeuwwisseling bewoonde de "Marchese" (markies) Niccolini de bendenverdieping terwijl hij vanuit de kelders zijn wijnen en oliën verkocht. Op de verdieping daarboven waren de kantoren van een spoorwegmaatschappij. Op de tweede verdieping zetelde een spoorwegmaatschappij. Op de derde verdieping was het Zwitserse pension ‘Rochat’ gevestigd. Daar woonden de schrijver en dichter Louis Couperus en zijn vrouw jarenlang op kamers.
In de Reis-impressies uit 1894 is sprake van de "hangende tuin" van de markies die boven de stallen van het Palazzo Niccolini lagen. De tuin was met rozen, oleanders en granaatbomen beplant. Er was ook een kleine vijver met goudvissen. De achterliggende muur was met half verbleekte en vergane fresco's met vage architectonische schilderingen van arcaden en afbeeldingen van wazig geworden figuren beschilderd. 
De omliggende huizen waren veel lager dan het imposante palazzo en vanuit de ramen van de derde verdieping keek men uit over de Via dei Fossi, de Via del Moro en de Via della Spada.
Om het paleis liep in de 19e eeuw een stenen bank die aan de kant van de Via della Spada werd gebruikt door bloemenverkopers en verkopers van vruchten.
De ingang van het stadspaleis was een brede granieten trap. Het echtpaar Couperus bewoonde kamers, "als zalen zo groot", met renaissancezolderingen en gemeubileerd met "oude, comfortabele meubels". Zij gebruikten hun gehuurde kamers als thuisbasis voor hun vele reizen, Couperus verliet Florence in 1915, naar later bleek voorgoed, vanwege de onzekerheid van de Eerste Wereldoorlog. Hun meubelen bleven achter. Couperus schreef: "Oui, je pense quelquefois à ce vieux palais, que j'ai aimé comme le mien - le grand". 
Tegenwoordig is het stadspaleis een hotel.